# Hugging Face

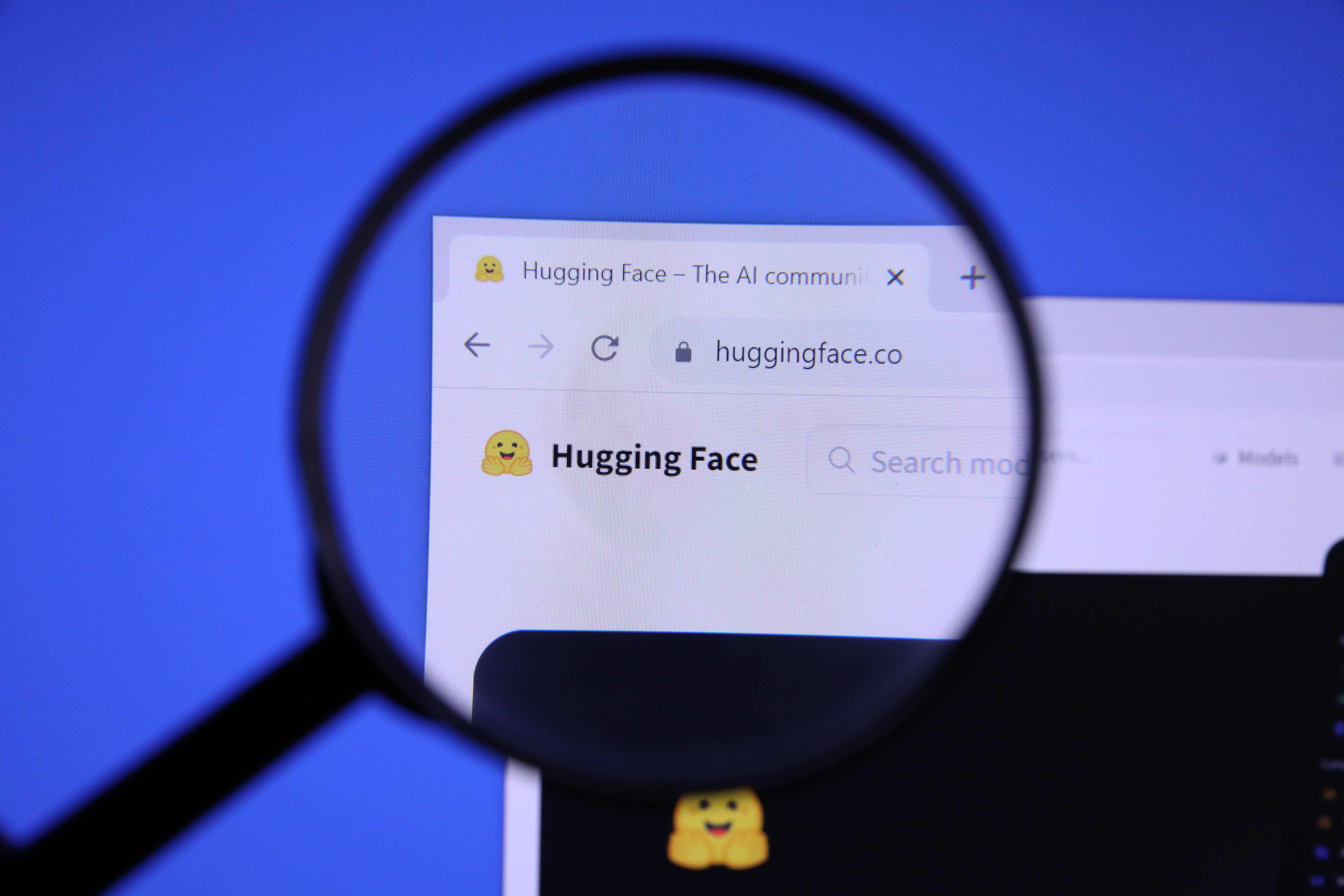
Homepage von Hugging Face mit dem namensgebenden Emoji

Hugging Face, Inc. ist ein US-amerikanisches Unternehmen, das Werkzeuge für die Erstellung von Anwendungen mit maschinellem Lernen entwickelt. Es ist vor allem bekannt für seine Transformers-Bibliothek, die für Anwendungen im Bereich der Computerlinguistik entwickelt wurde, und seine Plattform, die es Nutzern ermöglicht, Modelle und Datensätze für maschinelles Lernen zu teilen. Der Name geht auf das Unicode-Emoji für eine Umarmung (🤗) zurück.

## Geschichte
Das Unternehmen wurde 2016 von den französischen Unternehmern Clément Delangue, Julien Chaumond und Thomas Wolf in New York City gegründet. Ursprünglich entwickelte es eine Chatbot-App, die sich an Teenager richtete. Nachdem das Modell hinter dem Chatbot offengelegt wurde, konzentrierte sich das Unternehmen auf eine Plattform für maschinelles Lernen.

## Dienstleistungen und Technologien

### Transformers-Bibliothek
Die Transformers-Bibliothek ist ein Python-Paket, das Open-Source-Implementierungen von Transformer-Modellen für Text-, Bild- und Audiodaten enthält. Sie ist kompatibel mit den Deep-Learning-Bibliotheken PyTorch, TensorFlow und JAX und beinhaltet Implementierungen von bedeutenden Modellen wie BERT und GPT-2. Die Bibliothek hieß ursprünglich „pytorch-pretrained-bert“, wurde dann in „pytorch-transformers“ umbenannt und schließlich in „transformers“.

### Hugging Face Hub
Der Hugging Face Hub ist eine Plattform (zentraler Webdienst) für das Hosting von:
- Git-basierten Code-Repositories, mit Funktionen ähnlich wie bei GitHub, einschließlich Diskussionen und Pull-Requests für Projekte.
- Modellen, ebenfalls mit Git-basierter Versionskontrolle;
- Datensätzen, hauptsächlich in Text, Bildern und Audio;
- Webanwendungen („Spaces“ und „Widgets“), die für kleine Demos von Maschinenlernanwendungen gedacht sind.[5]

### Andere Bibliotheken
Neben Transformers und dem Hugging Face Hub enthält das Hugging Face-Ökosystem Bibliotheken für andere Aufgaben, wie die Verarbeitung von Datensätzen („Datasets“), die Bewertung von Modellen („Evaluate“), Simulation („Simulate“), Demos für maschinelles Lernen („Gradio“).